# Yamal LNG
Yamal LNG est une compagnie russe de production de gaz, créée pour participer au développement du champ gazier de Tambey-Sud (ru), au nord-est de la péninsule de Yamal, et en particulier la construction de la station de production de gaz naturel liquéfié. Le montant de l'investissement pour réaliser le projet est estimé à 27 milliards de dollars. Elle a été fondée le 7 avril 2005, et son siège se trouve à Yar-Sale. Le nom complet de la compagnie en russe est Открытое акционерное общество « Ямал СПГ ».

## Propriétaires
La société Yamal LNG est détenue à 50,1 % par Novatek, à 20 % par TotalEnergies, à 20 % par une filiale de China National Petroleum Corporation (CNPC) et à 9,9 % par le Fonds de la Route de la soie, un fonds d'investissement du gouvernement chinois,.
En 2010, TotalEnergies n'avait pas encore de part dans l'entreprise, mais 25,1 % des actions étaient détenues par la compagnie chypriote Varix Enterprises, filiale de Gazprombank,,.

## Historique
Le Théâtre Mariinsky de Saint-Pétersbourg doit sa renaissance au soutien financier du président-directeur général de Total Christophe de Margerie. Valery Gergiev le fait entrer au conseil d'administration et le met en contact, dans le cadre de l'amitié culturelle franco-russe, avec son ami Vladimir Poutine. L'objectif de Christophe de Margerie est l'obtention du contrat avec la société Novatek pour l'exploitation des gisements de gaz de la péninsule de Yamal. Le contrat est signé en 2011 avec Guennadi Timtchenko et Leonid Mikhelson, les principaux actionnaires de Novatek. Après la mort de Christophe de Margerie, le chantier de Yamal est réalisé par Total entre 2014 et 2017. Le navire méthanier qui transportera le gaz naturel liquéfié vers l'Europe est baptisé par Vladimir Poutine Christophe-de-Margerie,.
En juin 2013, Novatek et CNPC ont signé un accord de coopération pour le projet Yamal LNG au Forum Économique International de Saint-Pétersbourg. L'accord contenait un contrat à long terme de livraison à la Chine d'un minimum de 3 millions de tonnes de gaz naturel liquéfié par an.
En septembre 2013, Novatek et CNPC ont signé un accord d'entrée de CNPC dans la compagnie Yamal LNG par achat de 20 % des parts.
En novembre 2013, les médias ont informé que Novatek prévoyait de ne garder qu'une part minime dans le projet (10 %), les actions devant être partagées entre un consortium japonais et des compagnies indiennes.
En décembre 2013, TotalEnergies a acquis 20 % des parts de Yamal LNG.
En janvier 2014, Novatek a vendu 20 % des parts de Yamal LNG à CNODC, une filiale de CNPC. Le montant de la transaction est confidentiel, mais selon les médias, les tractations de septembre 2013 prévoyaient un montant d'un milliard de dollars.
La même année l'entreprise recevait l'accord des autochtones pour s'installer. Des chemins traversant les installations ont d'ailleurs été prévus pour la migration des rennes, et par conséquent celle des Nénètses.
Le 8 décembre 2017, le terminal gazier est inauguré par Vladimir Poutine et Patrick Pouyanné PDG de TotalEnergies.

## Activités
Le projet Yamal LNG  prévoyait de construire une station de production de gaz naturel liquéfié d'une capacité officielle de 16,5 millions de tonnes par an sur le champ gazier de Tambey-Sud. Elle a en 2019 dépassé ce nombre avec un bilan de 18,4 millions. Les ressources de ce champ gazier sont estimées à 907 milliards de mètres cubes[réf. souhaitée]. 
La première unité de production a commencé à fonctionner en décembre 2017, et la seconde en juillet 2018; une troisième est mise en service en 2019. Une quatrième ligne de production de près d’un million de tonnes est en aout 2020 en cours de construction[réf. nécessaire].
Le projet s'accompagne de la production de 16 méthaniers brise-glaces d'une capacité de transport de 170 000 m3.
La réalisation du projet suppose la création d'infrastructures de transport, y compris un port et un aéroport à proximité du village de Sabetta, ainsi qu'une base de transbordement dans le port belge de Zeebruges pour la livraison de gaz aux pays de la zone Asie-Pacifique pendant la période de gel du passage du Nord-Est. Engie a également négocié un contrat d'un million de tonnes de GNL par an, qui doivent être livrées à Montoir. Un méthanier sera chargé toutes les 38 h et l'accès sera assuré par 6 brise-glaces.
La totalité de la production est destinée au marché européen (46 %) et asiatique (54 %).

### Investissement principaux
L'entreprise responsable de la construction des infrastructures d'extraction est Yamgaz SNC, un consortium de Technip et JGC Corporation (en), dans le cadre du contrat signé avec Offshore Oil Engineering pour l'installation d'équipements d'extraction de gaz, d'une valeur d'1,6 milliard de dollars ; de même, une commande de turbocompresseurs a été passée à General Electric pour 600 millions de dollars. Les équipements de la station électrique Technopromexport (en) ont été achetés à Siemens. Les méthaniers (15) seront construits sur les chantiers navals DSME en Corée du Sud. 4 armateurs opéreront ces navires: Teekay (6), Dynagas (5), Mitsui OSK Lines (3) et Sovcomflot (1)[réf. nécessaire]. L'entreprise chargée de forer les puits est Investgeoservice ; son contrat prévoit le forage de plus de 100 puits « clés en main » entre 2013 et 2021. En 2015, trois engins de forage de type Arktika, d'une capacité de levage de 400 tonnes, étaient déjà en fonctionnement sur le site sous la direction des compagnies Investgeoservice et d'Ouralmash.

### Difficultés techniques du projet

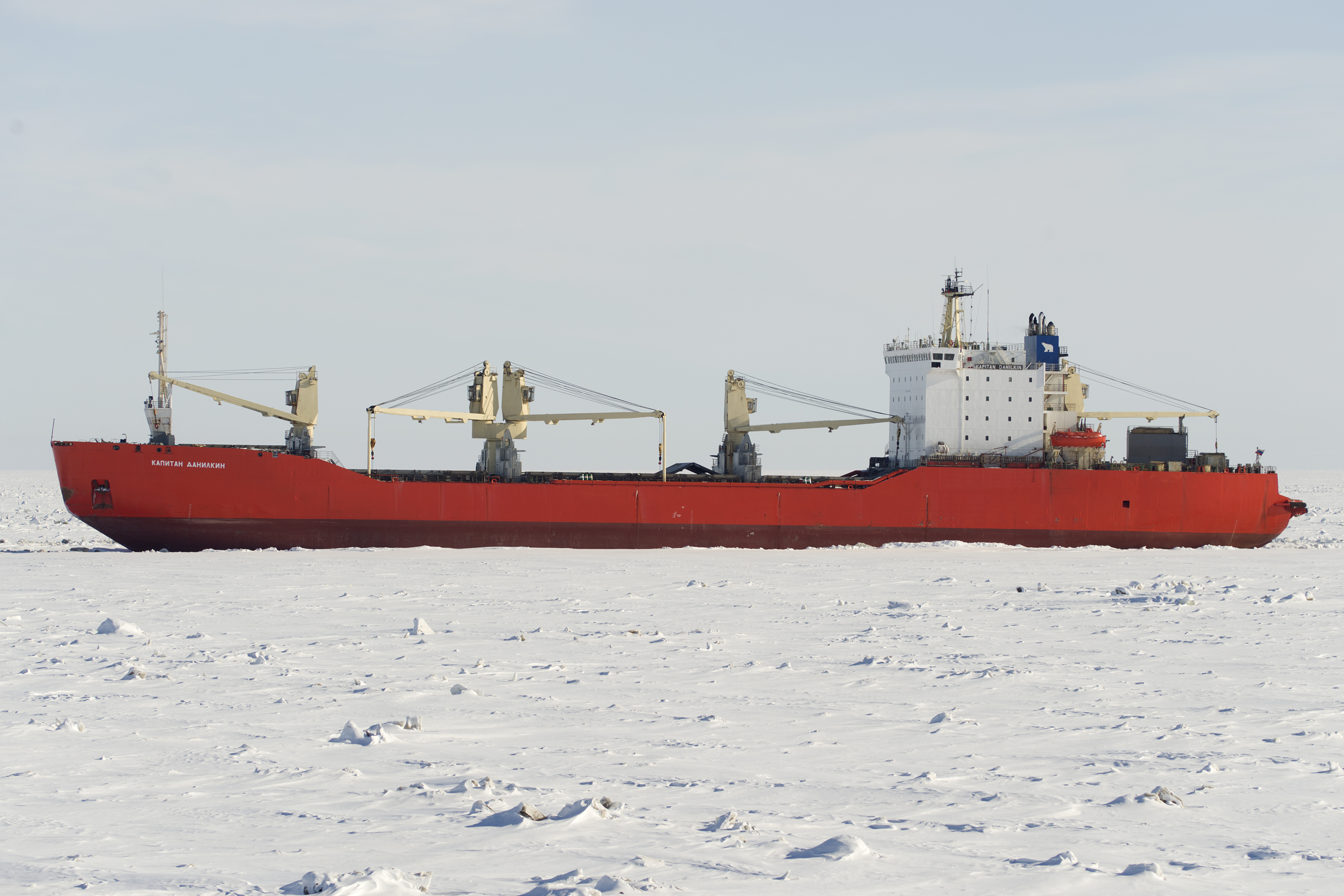
Le cargo de classe brise-glace Kapitan Danilkin partant de Sabetta, où il livre le matériel depuis Mourmansk pour le chantier de Yamal LNG.

Les difficultés techniques auxquelles se confronte le projet sont le froid extrême et l'éloignement du site. Les constructions doivent être réalisées sur pilotis à cause du permafrost. Les bateaux devront rejoindre le site par un itinéraire encore inexploré, accessible seulement par des brise-glaces (l'Arktika est construit en partie dans ce but) neuf mois par an. Une autre difficulté est la faible luminosité pendant toute une partie de l'année.

## Sanctions des États-Unis
Si le projet a dans un premier temps su échapper aux sanctions occidentales à l'encontre de la Russie, de nouvelles sanctions prises par les États-Unis en août 2015 font peser une menace sérieuse pour son financement. En effet, les États-Unis ont ciblé les investissements dans le projet, interdisant tout prêt à Novatek et sanctionnant Guennadi Timtchenko, co-directeur du projet. Novatek recherche de nouvelles sources de financement ; la construction continue cependant sur le site du champ gazier. Face aux difficultés financières dues aux sanctions, Novatek devrait avoir recours à une cession de parts de Yamal LNG aux Fonds de la Route de la soie ; TotalEnergies cherche de son côté des fonds auprès de banques japonaises ; la situation semble toutefois stagner.